# 1920年體育
1920年重要國際體育賽事包括：
- 第七屆夏季奧林匹克運動會；4月20日至9月12日於比利時安特衛普舉行

## 大事記

### 4月至6月
- 4月20日－第七屆夏季奧林匹克運動會於比利時安特衛普揭幕。
- 5月8日－Paul Jones 贏得肯塔基打比冠軍。

## 綜合運動會
- 4月20日至9月12日：夏季奧林匹克運動會

獎牌榜（只列出頭5名最佳成績隊伍）
| 名次 | 國家     | 金牌： | 银牌： | 铜牌： | 總數 |
| 1    | 美國     | 41     | 27     | 27     | 95   |
| 2    | 瑞典     | 19     | 20     | 25     | 64   |
| 3    | 聯合王國 | 15     | 15     | 13     | 43   |
| 4    | 芬蘭     | 15     | 10     | 9      | 34   |
| 5    | 比利時   | 14     | 11     | 11     | 36   |

## 棒球
- 美國職棒大聯盟世界大賽：。

## 足球
主條目：1920年足球

## 賽馬
- 第45屆肯塔基打比 
  - 冠軍：Paul Jones 。